# Kdo najde přítele, najde poklad
Kdo najde přítele, najde poklad je italsko-americký komediálně-dobrodružný film, který v roce 1981 natočil režisér Sergio Corbucci.

## Děj
Alan (Terence Hill) má starou mapu ostrova kde by měl být ukryt poklad. Avšak chybí mu prostředky, kterými by se na ostrov dostal. Nejdříve bude muset sehnat nějaké peníze. Ty sežene poté, co oklame gangstery sebere jim peníze, které měly být vsazeny na dostizích. Ti si to také nenechají líbit a pronásledují jej. Alan se ukrývá na loď Charlieho (Bud Spencer), který však o tom nemá vůbec ponětí. Ztrácející se jídlo napoví, že na lodi je černý pasažér. Po menší šarvátce skončí oba v moři. Díky Alanovu přičinění také náhodou u ostrova s pokladem. Zde však narážejí na mnoho překážek v podobě starého Japonce (John Fujioka), který neví, že již skončila druhá světová válka, piráty a dokonce na gangstery, kteří si Alana našli.

## Obsazení
| Terence Hill       | Alan            |
| Bud Spencer        | Charlie O'Brien |
| John Fujioka       | Kamasuka        |
| Louise Bennett     | Mama            |
| Sal Borgese        | Anulu           |
| Kainowa Lauritzen  | Ulla            |
| Mirna Seya         | Dimhea          |
| Terry Moni Mapuana | Alua            |
| Herb Goldstein     | strýc Brady     |
| Tom Tully          | kapitán         |